# 임경명
임하진(본명: 임경명, 1978년 8월 16일 ~ )은 한국의 남자 성우다. 대원방송 성우극회 소속. 2008년 대원방송 성우극회 공채 1기로 입사했다가 2012년 성희롱 사건에 의해 성우극회에서 6개월 자격 정지를 당했다. 현재는 제명이 풀려 소속성우로 복귀 중이다.

## 출연작품
- 판도라 하츠 - 에밀리, 레임 루넷, 팡
- 매직하트원정대 - 루퍼스
- 소울이터 - 소울이터, 엑스칼리버, 저스틴, JB
- 우당탕탕 잉양요2 (챔프) - 쿠프
- 강철의 연금술사 BROTHERHOOD - 쟝 하보크
- 이누야샤 완결편 - 코우가/요령대성/사혼의 구슬
- 서몬마스터즈 블루드래곤 - 콘라드 L. 로렌츠, 데스로이, 어둠
- 블루 드래곤 : 천계의 7룡 - 데스로이
- 디지몬 세이버즈 - 고츠몬
- 디지몬 크로스워즈 (챔프) - 나이트몬, 파라오몬
- 미나미家세자매 - 후지오카
- 미나미家세자매 2기 ~ 한그릇 더~ - 후지오카
- To LOVE -트러블- - 사루야마 켄이치
- 절대가련 칠드런 - 사카키 슈지 / 바렛트
- Yes! 프리큐어5/Yes! 프리큐어5 Go Go! - 넛츠
- 갓슈벨Final - 칼디오
- 흑집사 - 발드로이
- 흑집사 스페셜 - 바드
- 원피스 - 제프
- 유유백서 - 스나이퍼 음모 / 화마 / 약환
- 도라에몽극장판 - 진구의 공룡대탐험 - 검은마스크
- 도라에몽극장판 - 진구의 인어대해전 - 메지나박사
- 도라에몽극장판 - 2112년 도라에몽의 탄생 - 로봇학교 교장
- 유희왕 5D's - 플라시도, 사회자, 텐진, 아포리아
- 짜장소녀 뿌까 2기 (챔프) - 수노인, 우워
- 짱구는 못말려 - 태풍을 부르는 노래하는 엉덩이폭탄(챔프)
- 짱구는 못말려 - 엄청난 태풍을 부르는 금창의 용사 - 동파, 마크
- SD건담 삼국전 - 내레이션, 공명, 손견, 여몽, 정욱, 장합
- 일본 지브리 스튜디오 제작사 미야자키 하야오 감독의 "마루밑 아리에티"한국더빙판 성우참여
- 중국드라마 "궁심계" 한국판 더빙 "소순"역
- 페어리 테일 - 와카바, 지크레인 , 제라르
- 소년탐정 김전일 Original - 무나가타 켄, 이노가와 마사스케, 타츠미 류노스캐, 에드워드 콤롬보, 카츠라 오헤이, 오오사와 타카시, 히무라 코헤이
- 파워레인저 정글포스 - 큐라라
- 프리큐어 Splash Star
- 미라클체인지 퍼펙트반장 - 수근
- 토라도라 (애니맥스) - 노토 히사미츠, 타이가 아빠
- 시크릿 엔젤 - (천시앙)
- 신령사냥 (애니박스) - 마사유키
- 해파리 공주 (애니박스) - 총리, 네기시 총리
- 와글와글 붕붕 삼총사 (애니박스)
- 빠뿌야 놀자 (KBS)
- 헌터X헌터 리메이크 (애니맥스) - 마멘
- 핀과 제이크의 어드벤처 타임 (카툰네트워크) - 얼음 대왕, 마셜리
- 드래곤볼Z 카이 (챔프) - 천진반
- 날아라 호빵맨 (애니맥스) - 달력맨
- 홀리의 신비한 여행 (챔프) - 두기
- 달의 요정 세일러문 (챔프) - 데이브, 아르테미스

### 극장용 애니메이션
- 악동 프레디 길들이기 - 바르디니
- 샌드맨과 꿈나라 모험 - 울링턴
- 삼총사 : 용감한 친구들 - 플란체
- 새미의 어드벤처2 - 투츠
- 니코: 산타비행단의 모험 - 독수리2 / 산타비행단2
- 유다의 사자 : 부활절 대모험 - 몬티
- 오즈의 마법사 (애니박스) - 책 / 궁정 호위병 / 더듬이
- 해양경찰 마르코
- 쿵후팬더 : 영웅의 탄생 - 목탄
- 팬더와 친구들의 모험 - 단장
- 스파이크 - 토니
- 특수요원 빼꼼 - 빼꼼 ※ 정성원이라는 예명으로 출연하였다.

### 드라마 CD
- 나와 호랑이님 - 성훈

### 영화
- 파워레인저 미라클포스 : 돌아온 파워레인저 미라클포스 - 마 사장, 구성주의 브라지라

### 특수촬영 드라마
- 초성함대 세이저X - 강동욱
- 울트라맨 가이아 - 오오가와라, 마코토
- 가면라이더 덴오 - 카이 (이시구로 히데오)
- 가면라이더 키바 - 키바트 (스기타 토모카즈)
- 가면라이더 디케이드 - 나루타키 (오쿠다 타츠히토) / 키바트 / 아마존
- 가면라이더 더블 - 하재오
- 파워레인저 엔진포스 - 드러네이더스
- 파워레인저 미라클포스 - 혜성의 브레드런 / 츄파카브라의 브레드런 / 사이보그의 브레드런 / 구성주의 브라지라
- 파워레인저 캡틴포스 (챔프) - 문어빵집 가게주인 / 비토(스톰 옐로우) / 새틀러쿨러 Jr.

### 게임
- 월드 오브 워크래프트
- 그녀의 기사단 : Gloria in excelsis deo

### 내레이션
- 오천만의 실험카메라 IF (MBN)

### 광고
- 태극천자문
- 프링글스
- 메리츠화재
- DB손해보험
- 케이블 광고 대부분

## 기타
대한민국 성우 중에서 유일하게 또 하나의 예명을 가지고 있다. 특수요원 빼꼼에서는 '정성원'이라는 예명으로 출연했다.